# 新谷嘉孝
新谷 嘉孝（しんや よしたか、1954年8月6日 - 2020年5月25日）は、三重県伊勢市小俣町出身のプロ野球選手（外野）。右投右打。1982年から1984年の登録名は『新谷 吉孝』（読み同じ）。

## 来歴・人物
三重高校では2年生の時、左翼手として1971年の春の選抜に出場。1回戦で近大付の投手・中司得三に抑えられ敗退。同年夏の甲子園予選では三岐大会準決勝で長良高に敗れる。翌1972年の夏にも四番打者、中堅手として三岐大会決勝に進むが、海星高に惜敗、甲子園出場を逸する。高校1期上に水谷新太郎がいる。
1972年のドラフト会議でロッテオリオンズから6位指名を受け入団。
1982年、レロン・リーの出遅れもあってこの年監督に就任した山本一義にレギュラーに抜擢され、前期開幕戦には「8番打者・右翼手」でスタメン出場した。その後も打撃好調で、一時はヒットがすべて長打であった。しかし5月に入ると調子を落とし、6月以降は劔持貴寛に定位置を譲る。
1983年も準レギュラーとして起用されるが打撃が低迷。同年11月、欠端光則と共に右田一彦・竹之内徹との2対2の交換トレードで大洋に移籍した。
1984年限りで現役引退した。引退後は鹿児島に在住し、事業をしていた。
2020年5月25日、ガンのため死去。享年65。
二軍生活が長かったころ、毎日夜はスナックで飲酒し、歌っていたことから「深夜の新谷」のあだ名があった。

## 詳細情報

### 年度別打撃成績
| 年 度     | 球 団     | 試 合 | 打 席 | 打 数 | 得 点 | 安 打 | 二 塁 打 | 三 塁 打 | 本 塁 打 | 塁 打 | 打 点 | 盗 塁 | 盗 塁 死 | 犠 打 | 犠 飛 | 四 球 | 敬 遠 | 死 球 | 三 振 | 併 殺 打 | 打 率 | 出 塁 率 | 長 打 率 | O P S |
| --------- | --------- | ----- | ----- | ----- | ----- | ----- | -------- | -------- | -------- | ----- | ----- | ----- | -------- | ----- | ----- | ----- | ----- | ----- | ----- | -------- | ----- | -------- | -------- | ----- |
| 1976      | ロッテ    | 8     | 6     | 6     | 0     | 1     | 0        | 0        | 0        | 1     | 2     | 0     | 0        | 0     | 0     | 0     | 0     | 0     | 1     | 1        | .167  | .167     | .167     | .333  |
| 1978      | ロッテ    | 6     | 3     | 3     | 1     | 0     | 0        | 0        | 0        | 0     | 0     | 0     | 0        | 0     | 0     | 0     | 0     | 0     | 2     | 0        | .000  | .000     | .000     | .000  |
| 1979      | ロッテ    | 43    | 70    | 67    | 8     | 13    | 1        | 1        | 0        | 16    | 4     | 0     | 0        | 0     | 0     | 3     | 0     | 0     | 12    | 0        | .194  | .229     | .239     | .467  |
| 1981      | ロッテ    | 53    | 68    | 64    | 12    | 12    | 3        | 0        | 1        | 18    | 3     | 1     | 2        | 1     | 0     | 1     | 0     | 2     | 14    | 1        | .188  | .224     | .281     | .505  |
| 1982      | ロッテ    | 70    | 242   | 211   | 32    | 54    | 16       | 2        | 4        | 86    | 18    | 3     | 1        | 7     | 1     | 23    | 0     | 0     | 36    | 5        | .256  | .328     | .408     | .735  |
| 1983      | ロッテ    | 44    | 101   | 88    | 9     | 15    | 2        | 0        | 1        | 20    | 5     | 0     | 0        | 7     | 0     | 4     | 0     | 2     | 14    | 2        | .170  | .223     | .227     | .451  |
| 通算：6年 | 通算：6年 | 224   | 490   | 439   | 62    | 95    | 22       | 3        | 6        | 141   | 32    | 4     | 3        | 15    | 1     | 31    | 0     | 4     | 79    | 9        | .216  | .274     | .321     | .595  |

### 記録
- 初出場：1976年8月1日、対日本ハムファイターズ後期5回戦（札幌市円山球場）、9回裏に左翼手として出場
- 初先発出場：1976年8月19日、対南海ホークス後期8回戦　（大阪スタヂアム）、5番・左翼手として先発出場（偵察要員、1回表に代打・土肥健二と交代）
- 初安打・初打点：1976年10月13日、対近鉄バファローズ前期13回戦（後楽園球場）、7回裏に谷宏明から2点適時打
- 初本塁打：1981年7月21日、対近鉄バファローズ後期4回戦（石川県立野球場）、8回裏に柳田豊からソロ

### 背番号
- 55 （1973年 - 1983年）
- 40 （1984年）

### 登録名
- 新谷 嘉孝 （しんや よしたか、1973年 - 1981年）
- 新谷 吉孝 （しんや よしたか、1982年 - 1984年）